# Pseudoporrhomma maritimum
Pseudoporrhomma maritimum är en spindelart som beskrevs av Kirill Yeskov 1993. Pseudoporrhomma maritimum ingår i släktet Pseudoporrhomma och familjen täckvävarspindlar. Inga underarter finns listade i Catalogue of Life.